# NGC 6593
NGC 6593 est une petite galaxie lenticulaire située dans la constellation d'Hercule. Sa vitesse par rapport au fond diffus cosmologique est de 4 775 ± 55 km/s, ce qui correspond à une distance de Hubble de 70,4 ± 5,0 Mpc (∼230 millions d'al). NGC 6593 a été découverte par l'astronome allemand Albert Marth en 1864.